# Sergio Ramos
Sergio Ramos García (* 30. března 1986 Sevilla) je španělský profesionální fotbalista, který hraje na pozici středního obránce. Většinu kariéry na klubové scéně má spjatou s Realem Madrid. Začínal v klubu Sevilla FC, kam se později vrátil, na sklonku kariéry hrál také za francouzský Paris Saint-Germain. Od února 2025 působí v mexickém klubu CF Monterrey. Ve své profesionální kariéře odehrál přes 1000 soutěžních utkání.
Vítěz Mistrovství Evropy 2008 v Rakousku a Švýcarsku, Mistrovství Evropy 2012 v Polsku a Ukrajině a Mistrovství světa 2010 v Jihoafrické republice. Mimo to hrál na dalších třech světových mistrovstvích v letech 2006, 2014 a 2018. Účastnil se rovněž Mistrovství Evropy 2016, to následující v roce 2021 kvůli zranění a chybějící zápasové praxi zmeškal. Je rekordmanem v počtu startů za reprezentaci se 180 zápasy.
V průběhu své kariéry se Ramos vypracoval na jednoho z nejlepších obránců na světě.
Ve dresu Realu Madrid čtyřikrát triumfoval v Lize mistrů UEFA a patří v tomto ohledu mezi nejúspěšnější fotbalisty v této soutěži.
Roku 2020 se stal nejgólovějším obráncem španělské La Ligy v její historii poté, co se 68 góly překonal Ronalda Koemana.

## Klubová kariéra

### Sevilla
Sergio začínal s fotbalem v šesti letech v místním klubu Camas CF v jeho rodné obci Camas vzdálené necelých deset kilometrů od Sevilly. Zpočátku hrával křídlo a pro své delší vlasy byl přezdívaný „Schuster z Camasu“, podle německého fotbalisty Bernda Schustera, který hrával v 80. letech ve Španělsku. Se světem velkého fotbalu se seznámil v akademii klubu Sevilla FC, kde už od šestnácti let – tedy v sezóně 2002/03 – hrál za „béčko“. Právě za Sevillu Atlético nastupoval v sezóně 2003/04 do bojů o postup výše, do Segunda División, druhé ligy. V tomtéž roce získal důvěru trenéra Joaquína Caparróse, pod nímž debutoval na seniorské prvoligové úrovni. Stalo se tak 1. února 2004 v utkání španělské La Ligy na stadionu Deportiva La Coruña, do kterého Ramos vstoupil jako střídající hráč a v němž Sevilla prohrála výsledkem 0:1. Do konce sezóny odehrál dalších šest utkání. Do základní sestavy naplno pronikl již v sezóně 2004/05 a svými výkony upoutal pozornost velkých klubů. Odehrál 31 ligových utkání, skóroval dvakrát. Starty sbíral též v pohárových utkáních, včetně toho proti portugalskému Nacionalu v prvním kole Poháru UEFA hraném 16. září 2004. Sevilla se v evropských pohárech představila poprvé v 21. století, zvítězila 2:0 a Ramos vstřelil hlavou druhý gól, svůj premiérový. Na jaře si za své výkony vysloužil pozvánku do reprezentace. Zkraje nové sezóny ještě nastoupil do úvodního ligového kola do utkání proti Santanderu, než přestoupil do Realu Madrid.

### Real Madrid
Sevilla za Ramose požadovala 27 milionů eur, což se zdálo Realu mnoho a tak jeho přestupu předcházela dlouhá jednání. Přestup byl nakonec stvrzen 5 minut před koncem přestupní období. Požadovaná cena byla nakonec splněna a Sergio se stal po pěti letech prvním španělským hráčem, který přišel do Realu. Zároveň se stal šestým nejdražším přestupujícím v klubové historii. Během letního přestupového období roku 2005 se uskutečnily jen dva dražší transfery – Shaun Wright-Phillips a Michael Essien do Chelsea. Hráč podepsal osmiletou smlouvu. Sportovní deník Marca Ramose označil za nového Fernanda Hierra.
Po příchodu do Madridu dostal dres s číslem 4, jenž do té doby oblékala legenda Realu Madrid jménem Fernando Hierro.
Sergio se od začátku jevil jako velmi talentovaný obránce. I díky tomu se dostal do španělské reprezentace a zahrál si i na Mistrovství světa 2006 v Německu. Od této chvíle z něj začínal růst hráč světového měřítka. V klubu s ním více počítali na pravou stranu obrany královského klubu.
Sergio Ramos se tak konečně začal prosazovat a ukazovat svůj talent. Vynikal hlavně svou velmi dobrou technikou a fyzickou kondicí, dokázal útočit i bránit a obě tyto činnosti zvládnout kvalitně. Dostal do základní sestavy Realu Madrid a posléze i španělské reprezentace.
Jeho velkou výhodou byla také univerzálnost. I když se nejlépe cítil na místě pravého obránce, dokázal zaskočit na místě stopera a zápas navíc dokázal odehrát velmi kvalitně. Trenér José Mourinho jej začal stavět na pozici stopera po boku Pepeho a vytvořil jednu z nejlepších stoperských dvojic. Nic na tom nezměnil ani lodivod Carlo Ancelotti, který tým převzal po Mourinhovi v roce 2013.

#### Sezóna 2005/2006
Oficiálního představení se dočkal 8. září 2005 za přítomnosti klubového prezidenta Florentina Péreze a klubové legendy Alfreda Di Stéfana. Ramos debutoval 10. září 2005 před domácím publikem na stadionu Santiago Bernabéu proti klubu Celta Vigo. Během poločasové přestávky se trenér Vanderlei Luxemburgo rozhodl vyslat jej do hry namísto Francisca Pavóna. Real Madrid prohrál poměrem 2:3 již ve druhém ligovém kole. Následující ligové střetnutí s Espanyolem nedohrál, byl totiž po druhé žluté kartě vyloučen. Během jeho absence se dlouhodobě zranila posila z Anglie Jonathan Woodgate a Ramos se mohl snadněji usadit v základní sestavě. Tři dny po ligovém debutu nastoupil poprvé do utkání Ligy mistrů UEFA. Na hřišti Olympique Lyon prohrál Real 0:3. Těžkou zkouškou prošel 19. listopadu v derbyovém utkání s Barcelonou zvaném El Clásico (prohra 0:3). V závěrečném utkání skupiny Ligy mistrů s Olympiakosem 6. prosince vstřelil hlavičkou gól. Přes prohru 1:2 se již postupující Real kvalifikoval do jarní fáze soutěže.
Velkým šokem byla 8. února 2006 semifinálová porážka 1:6 na půdě Realu Zaragoza. Ramos odehrál 90 minut také o šest dní později v odvetě vyhrané 4:0. Celkově odehrál za sezónu 2005/06 47 soutěžích utkání, obvykle na stoperu s občasným zaskočením na postu defenzivního záložníka. Královský klub nezískal trofej druhým rokem.

#### Sezóna 2006/2007

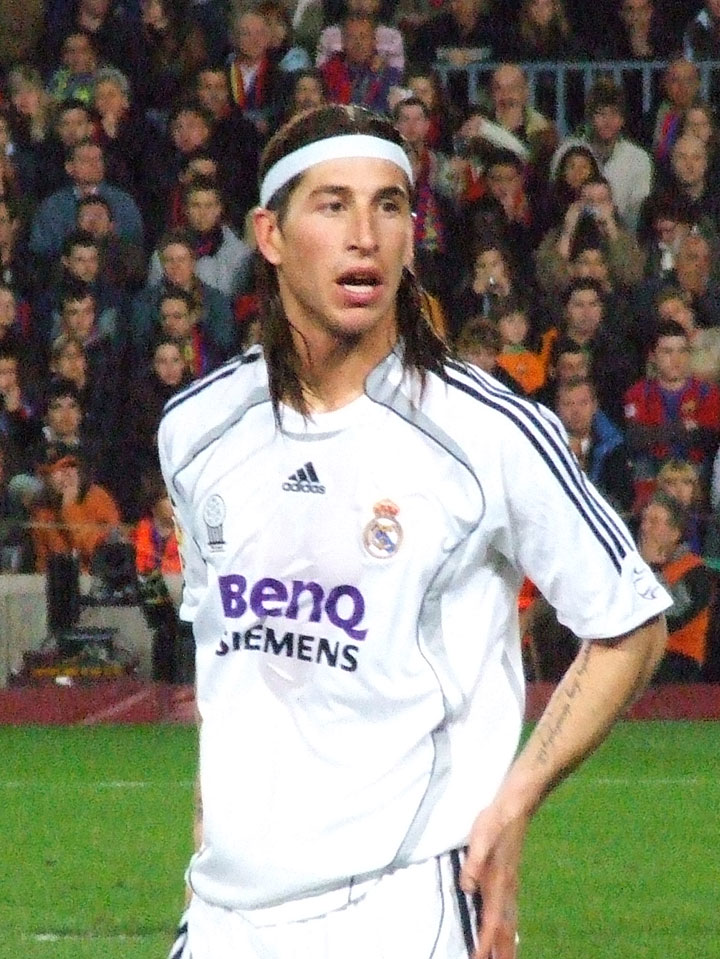
Sergio Ramos v březnu 2007

Mužstvo posílil čerstvý mistr světa, střední obránce Fabio Cannavaro, s nímž Ramos v sezóně 2006/07 často nastupoval ve stoperské dvojici. Obdobně jako v národním dresu se Ramos i pod trenérem Fabiem Capellem ocital na pravém kraji obrany a podporoval útok, zvlášť pokud Capello preferoval stoperské duo Cannavaro—Helguera. Propracoval se mezi nejnebezpečnější hlavičkáře španělské La Ligy a vstřelil několik důležitých gólů (pět v lize). Po jeho centru v zápase ligy hraném 22. října padl první ze dvou gólů do sítě Barcelony při výhře 2:0, když skóroval Raúl.
Mužstvo přezdívané „Bílý balet“ opět nepřešlo osmifinále Ligy mistrů, když bylo kvůli pravidlu o venkovních gólech vyřazeno Bayernem Mnichov. Samotný Ramos si zahrál až 7. března 2007 v odvetě, jím vstřelený gól však nebyl pro zahrání rukou uznán. V utkání si po kolizi s Royem Makaayem zlomil nos, avšak operaci kvůli hektickému závěru sezóny odložil. Na stadionu Camp Nou 10. března proti Barceloně znovu skóroval hlavou a znovu poslal Real do vedení 3:2, na straně domácích však hattrickem vždy vyrovnával Lionel Messi a utkání dopadlo remízou 3:3. Přesnou hlavičkou vsítil vítězný gól na 2:1 v domácím utkání s Valencií hraném 21. dubna. Na konci sezóny s týmem oslavil zisk mistrovského titulu.

#### Sezóna 2007/2008
V průběhu července podepsal novou smlouvu. Novým trenérem se stal Bernd Schuster, který Ramose preferoval napravo, tím spíše, že dorazili posily do středu obrany – Christoph Metzelder a Pepe. V srpnu nevynechal jedinou minutu španělského superpohárového dvojutkání proti Seville v rámci Supercopa de España a v domácí odvetě vstřelil i gól. Sevilla ovšem Real porazila nejprve 1:0 a pak 5:3. Prvním ligovým gólem v nové sezóně zajistil 30. září výhru 1:0 nad Getafe. Dále se trefil 20. října proti Espanyolu (prohra 1:2) ve svém 100. utkání za Real Madrid.
V polovině února se spoluhráči padl proti AS Řím po výsledku 1:2 a po obdržení žluté karty nemohl nastoupit do domácí odvety. Římský klub vyhrál i v Madridu, který tak znovu neprolomil osmifinálové „prokletí“. Titulová obhajoba byla završena květnovou výhrou nad Osasunou, při níž madridský tým pět minut před koncem inkasoval, v závěrečných minutách však otočil na 2:1. U vítězného gólu sehrál roli Ramos, který po kombinaci s Mahamadouem Diarrou nahrával na gól Gonzala Higuaína. Oslavy tak vyšly následující kolo na vítězné utkání s Barcelonou, ve kterém Real Madrid zvítězil 4:1.
Po sezóně byl v hlasování fotbalových profesionálů zařazen do nejlepší světové jedenáctky podle FIFPro. V budoucnu se jeho jméno mezi těmi nejlepšími objevilo vícekrát.

#### Sezóna 2008/2009

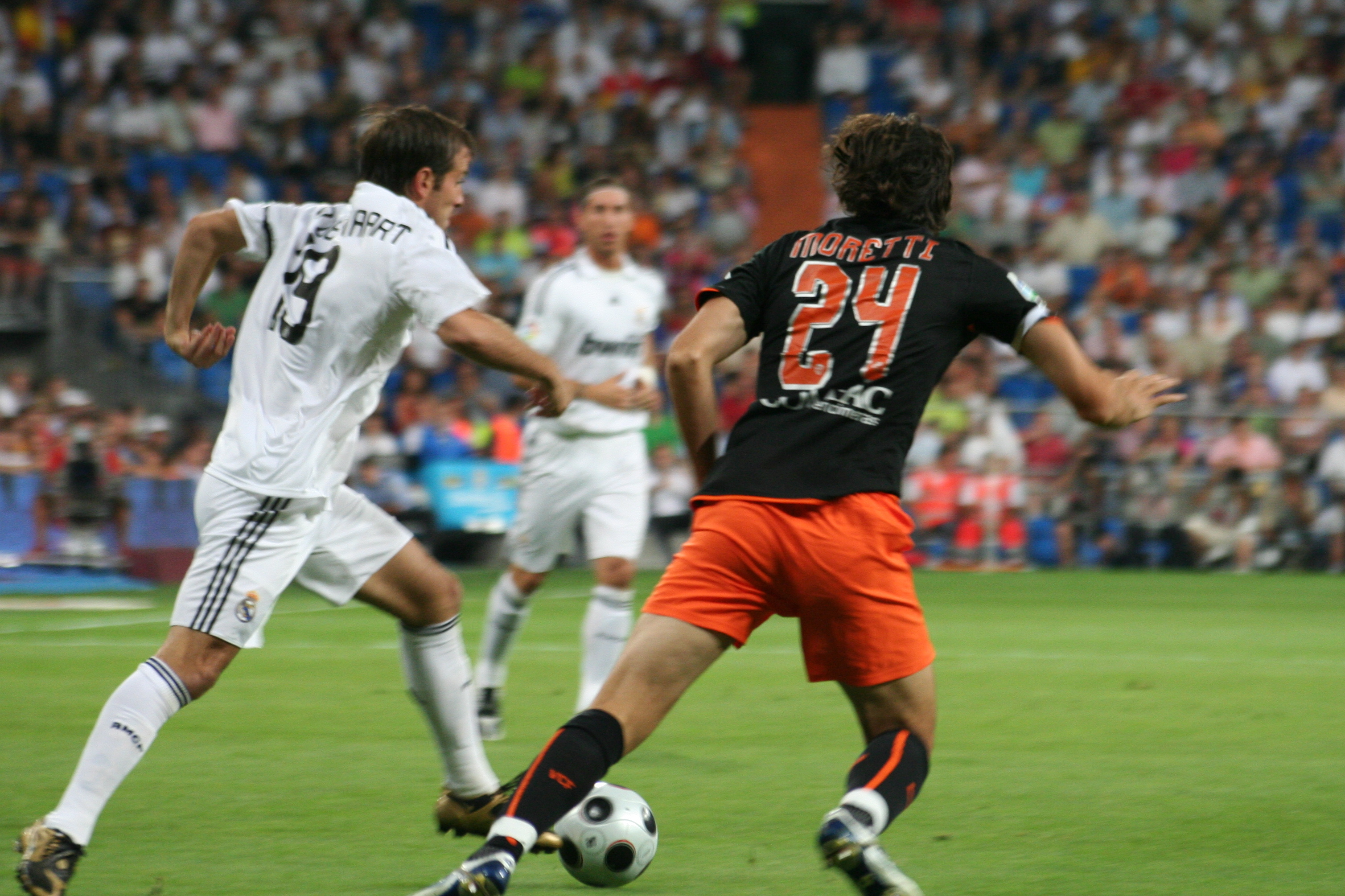
V utkání o španělský superpohár proti Valencii (Ramos vzadu pozorující hru)

Zahrál si v obou srpnových utkáních o španělský superpohár – po prohře 2:3 ve Valencii pomáhal dohánět manko z prvního střetnutí a jedním gólem poslal domácí do vedení 2:1. Trofej Real získal, poté co vyhrál 4:2 vzdor početnímu oslabení. Mezi listopadem a prosincem nastal u mužstva pokles výkonnosti, což vyústilo v odchod trenéra Schustera. Ten byl kritizován za používání špatné taktiky a Ramos si v médiích postěžoval, že je „na oběhání poloviny hřiště sám“. Později zavinil gól v utkání hraném 13. prosince 2008 proti Barceloně, když v závěru neuhlídal vyskakujícího Carlose Puyola, který odhlavičkoval míč ke skórujícímu Samuelu Eto'ovi. Barcelona nakonec zvítězila 2:0 a pokračovala ve vítězné sérii, zatímco Real – vedený již novým trenérem Juandem Ramosem – prohrál čtvrté ligové utkání z posledních pěti.
Akrobatickou střelou z voleje vstřelil dne 11. ledna 2009 gól proti Mallorce při výhře 3:0. Ramosovi svěřenci tak vyhráli potřetí za sebou bez toho, aby v lize obdrželi gól. V domácím utkání proti Osasuně o týden později byla kabina rozrušena rezignací klubového ředitele Ramóna Calderóna kvůli údajnému podvodu. Ramos srovnával na 1:1, když se trefil střelou z téměř 30 metrů. Po dokonání obratu vyhrál Real 3:1. Královský klub opět nepřešel osmifinále Ligy mistrů, když v únoru a v březnu nestačil na Liverpool po porážkách 0:1 a 0:4. Obzvláště odveta na Anfield Road se Ramosovi nezdařila. Během jara byl nápomocen ve snaze dohnat vedoucí Barcelonu. Od porážky s ní získal Real 52 z 54 možných bodů, než se oba velkokluby znovu střetly 2. května. Centrovaným míčem asistoval prvnímu gólu Higuaína, na své straně hřiště však měl obtíže se soupeřovým křídelníkem Thierrym Henrym, který ten večer skóroval dvakrát. I Ramos se zapsal na listinu střelců, když snižoval hlavičkou po centru Arjena Robbena na 2:3. Barcelona zvítězila 6:2 a navýšila náskok na sedm bodů, který již nepustila.

#### Sezóna 2009/2010

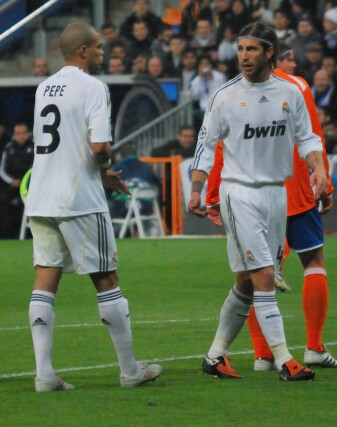
Ramos (vpravo) v utkání Ligy mistrů proti Curychu se svým dlouholetým partnerem ve středu obrany, Pepem (vlevo)

I po nástupu Manuela Pellegriniho na místo trenéra si udržel místo v základní sestavě. Do nové sezóny vstupoval v roli jednoho ze čtyř spolukapitánů. Do Madridu zamířili zvučné a rekordní posily – Cristiano Ronaldo, Xabi Alonso, Karim Benzema a Kaká. Merengues zahájili Primeru División pěti ligovými výhrami, první porážka (1:2) přišla až na půdě Sevilly 4. října. Obdobně jako v minulých utkáních se svým bývalým zaměstnavatelem, byl Ramos vypískáván i během tohoto střetnutí. V jeho průběhu jej trápil šikovný křídelník Diego Perotti. Ramos měl v závěrečných momentech příležitost vyrovnat, ale selhal. Na říjnové pohárové utkání proti Alcorcónu z nižší ligy nominovaný nebyl. Real v něm utrpěl ostudnou prohru 0:4. Ve vyhraném derby proti Atlétiku 7. listopadu (3:2) obdržel ve druhém poločasu červenou kartu po faulu na Sergia Agüera. Na půdě Valencie 12. prosince pomohl vydřít výhru 3:2 (a sám jednou trefil břevno) a zůstat na dohled vedoucí Barceloně, avšak mužstvo ztratilo Pepeho. V průběhu jara se vzhledem k Pepeho zranění znovu objevoval ve středu obrany.
Speciálním utkáním bylo pro Ramose to s Villarrealem 21. února 2010. Ligové vítězství 6:2 bylo jeho 200. soutěžním utkáním za Real a zároveň 150. ligovým utkáním za tento klub. Celkově odehrál 40 utkání napříč soutěžemi a vstřelil 4 góly. Real zakončil sezónu bez trofeje, opět vypadl v osmifinále Ligy mistrů a v závěrečném ligovém kole nedokázal 16. května porazit Málagu a ztrácel na první místo tři body, zatímco Barcelona vyhrála.

#### Sezóna 2010/2011
V prvotních 12 ligových kolech Real kromě dvou remíz vyhrával a v 13. kole zamířil do Barcelony. V utkání odehraném 29. listopadu 2010 podlehl 0:5 a Ramos ho nedohrál. Za nakopnutí Messiho zezadu obdržel v nastavení červenou kartu a v následné roztržce ještě strčil do Puyola, který spadl na zem. Desátým vyloučením v klubu dorovnal v počtu červených karet Fernanda Hierra, jenž na tolik karet potřeboval vyšší počet zápasů. Skupinou Ligy mistrů prošel tým bez obtíží s pěti výhrami a jednou remízou ze šesti střetnutí. V tom předposledním si Ramos úmyslně nechal dát (druhou) žlutou kartu za zdržování, aby byl plně k dispozici pro jarní osmifinále.
Ve dvojutkání osmifinále Ligy mistrů proti Lyonu sice nezabránil vyrovnávacímu gólu Bafétimbiho Gomise na 1:1, v domácí odvetě ovšem pomohl vyhrát 3:0 a postoupit přes obávaného soupeře z předchozích let. V dubnu 2011 se spoluhráči přešel proti Tottenhamu čtvrtfinále, ve kterém se musel popasovat s rychlonohým křídelníkem soupeře Garethem Balem.
Od poloviny dubna čekala na Ramose a jeho spoluhráče těžká zkouška, když Real čelil Barceloně nejprve v lize, pak ve finále národního poháru Copa del Rey a navíc v semifinále Ligy mistrů, které si klub zahrál prvně od roku 2003. Domácí ligové utkání skončilo 16. dubna remízou 1:1, pohárové finále se konalo o čtyři dny později. Na stadionu Mestalla odehrál 120 minut prodlužovaného utkání, v němž Real Madrid zvítězil 1:0 – poprvé od května 2008. Při oslavách triumfu po třech letech bez cenného kovu upustil ze střechy klubového autobusu slavící Ramos trofej pod kola vozidla. Promáčklá trofej byla přesto v síni slávy vystavena. Dne 27. dubna podstoupil první semifinálové střetnutí s katalánským týmem, v němž nezabránil domácí prohře 0:2. Byl jedním ze čtyř fotbalistů, které sólovým průnikem překonal dvougólový Messi. Po předchozím faulu na něj musel Ramos vynechat odvetu, po jejímž remízovém výsledku byl Real vyřazen.

#### Sezóna 2011/2012
V červenci prodloužil smlouvu do roku 2017. Skupinou Ligy mistrů prošel Real snadno – vyhrál všech šest utkání. Ramos preventivně vynechal to poslední prosincové. Španělský pohár tým neobhájil, poté co byl v lednu vyřazen ve čtvrtfinále s Barcelonou. Rovněž v tomto případě Ramos nedohrál, rozhodčí mu ukázal druhou žlutou kartu v závěrečných minutách odvety.
Důležitým byl Ramosův derbyový gól vstřelený 4. února 2012 do sítě Getafe. Jednogólová výhra totiž udržel Real sedm bodů před druhou Barcelonou. Nastoupil do prvního semifinálového střetnutí s Bayernem, ve kterém dne 17. dubna po výsledku 1:2 skončila madridská série 20 utkání bez porážky. Oba celky se znovu střetly o osm dní později. Odveta se za výsledku 2:1 prodlužovala, než utkání dospělo do penaltového rozstřelu. Ramos kopal penaltu jako třetí, poté co před ním selhali Ronaldo i Kaká. Branku přestřelil a následně poslal Bayern do finále Bastian Schweinsteiger. Výhra v Bilbau zajistila Realu po čtyřech letech mistrovský titul. Real zlomil několik rekordů – vstřelil rekordních 115 gólů a ligovou porážku poznal jen dvakrát – kromě Barcelony ještě proti Levante. Jelikož vyhrál i zbývající dvě ligový utkání, překonal ještě rekord v počtu bodů – 100.

#### Sezóna 2012/2013
První soutěžní zápas sezóny, první ze dvou soubojů o Španělský superpohár, skončil v srpnu vítězně pro domácí Barcelonu 3:2. Ramosův nedovolený zákrok v pokutovém území využil gólem z penalty Lionel Messi,
v odvetě však Real Madrid vyhrál doma 2:1 a triumfoval díky pravidlu o venkovních gólech.
V prvním zápase Ligy mistrů 18. září doma s Manchesterem City byl překvapivě zastoupen mladým stoperem Raphaëlem Varanem v základní sestavě,
navzdory tomu Real vyhrál 3:2. Druhý zápas takzvané skupiny smrti 3. října na hřišti Ajaxu již neabsentoval a vedle Pepeho pomohl vyhrát 4:1.

#### Sezóna 2013/2014
Svůj první gól v sezóně vstřelil Ramos proti Levante 5. října (8. kolo) při venkovní výhře 3:2. Po osmi ligových zápasech měl na kontě 508 přesných přihrávek, nejvíce z obránců ve španělské La Lize.
Podzimní El Clásico v říjnu proti Barceloně (10. kolo) odehrál na nezvyklé pozici defenzivního záložníka, což se na výkonu týmu a jeho osobním výkonu podepsalo negativně. Už po 15 minutách obdržel žlutou kartu, po necelé hodiny hry byl vystřídán Asierem Illarramendim. Real Madrid venku prohrál 1:2.
Proti Osasuně 14. prosince (16. kolo) obdržel svoji 18. červenou kartu ve dresu madridského mužstva, což se stalo klubovým rekordem. Trenér Carlo Ancelotti a jeho tým remizovali 2:2.
Opět proti Osasuně 26. dubna (35. kolo) pomohl gólovou hlavičkou vyhrát domácí klání 4:0 a udržet mužstvo v závěrečných ligových bojích.
O tři dny později zacílil Ramos hlavou do branky Bayernu Mnichov dokonce dvakrát v rozmezí čtyř minut odvetného utkání v Mnichově a pomohl vyhrát 4:0. Po třech semifinálových vyřazeních se Real probojoval do svého prvního finále od roku 2002, a to přes obhájce titulu.
Gólovou formu stvrdil v následujícím utkání doma proti Valencii, ve kterém Real Madrid remizoval 2:2. Ramos se znovu prosadil hlavou.
Proti Realu Valladolid se poprvé gólově prosadil z přímého kopu, ovšem remíza 1:1 zhatila naděje na ligový triumf.
Ligový titul v sezóně 2013/14 sice s královským klubem nezískal (vyhrálo jej Atlético Madrid), ale stal se vítězem Ligy mistrů UEFA po finálové výhře 4:1 po prodloužení v derby právě nad Atléticem Madrid. K vítězství přispěl velmi důležitou vyrovnávající brankou ve třetí minutě nastaveného času, kdy dokázal hlavičkou usměrnit míč k tyči. Rovněž vyhrál s Realem Copa del Rey 2013/14.

#### Sezóna 2014/2015
Na začátku sezóny 2014/15 se v Superpoháru UEFA střetl vítěz Ligy mistrů a Evropské ligy z uplynulé sezóny a Real mohl opět slavit, když porazil Sevillu 2:0. Ve španělském Superpoháru už sice Real úspěšný nebyl, městský rival Atlético mu vrátil porážku z květnového finále a z poháru se tentokrát radovali rojiblancos. Veleúspěšný rok 2014 zakončil Ramos se svým týmem vítězstvím na Mistrovství světa klubů v Maroku, kde se v obou zápasech prosadil svým typickým zakončením, tedy hlavou. Na podzim kvůli zranění vynechal několik zápasů, to mu však nezabránilo vsítit 50. gól za Real. Stalo se tak 8. listopadu 2014 při výhře 5:1 nad Rayo Vallecano (11. kolo), když Real prodloužil svoji sérii výher na 13 soutěžních zápasů.
Na jaře se Ramos opět zranil a chyběl podle předpokladů asi měsíc mezi únorem a březnem.
Za sezónu 2014/15 odehrál celkově 42 zápasů, z velké části ve stoperské dvojici s Pepem.

#### Sezóna 2015/2016
V srpnu 2015 prodloužil Ramos smlouvu a upsal se Realu na dalších pět let.
Tímto krokem ukončil spekulace médií ohledně možného přestupu do Manchesteru United, po odchodu brankáře Ikera Casillase byl navíc zvolen kapitánem mužstva.
Na začátku listopadu proti Seville (11. kolo) dal gól tzv. nůžkami a srovnal na 1:1, při dopadu na zem si však poranil rameno a musel střídat. Avšak po jeho odchodu ze hřiště prohrál Real Madrid své první utkání pod trenérem Rafaelem Benítezem.
V sezóně 2015/16 nezískal ligový titul ani španělský pohár, po dvou letech však vyhrál Ligu mistrů UEFA. Ve finále, opět proti městskému rivalovi Atleticu Madrid, otevřel skóre hlavičkou na 1:0. Zápas po 90 i 120 minutách skončil 1:1, kopaly se penalty. Sergio Ramos svoji penaltu proměnil a Real Madrid vyhrál 5:3, jelikož za Los Colchoneros neproměnil jedenáctku Juanfran. Ve finále se stal mužem zápasu.

#### Sezóna 2016/2017
Real Madrid započal sezónu zápasem o Superpohár UEFA 9. srpna. V závěru vedlo Ramosovo bývalé mužstvo 2:1, avšak jeho gól hlavou v 93. minutě poslal zápas do prodloužení. Real posléze překonal Sevillu 3:2 díky gólu obránce Daniho Carvajala.
Dalším gólem v pozdní fázi zápasu vyrovnal na 1:1 El Clásico hrané 3. prosince s Barcelonou. Real Madrid vedený Zinédinem Zidanem natáhl sérii bez prohry na 33 zápasů.
O týden později opět skóroval hlavou v nastaveném čase, když gólem z 92. minuty pomohl k domácí výhře 3:2 proti Deportivu La Coruña.
V polovině ledna odehrál ligový zápas na půdě Sevilly, se kterou se Real v lednu střetl i v domácím poháru. Sevillští příznivci dali najevo své antipatie k bývalému hráči klubu a mohli se radovat, když si Ramos v závěru zápasu dal vlastní gól. Real Madrid tak prohrál 1:2 a připravil sám sebe o možnost prodloužit sérii 40 duelů bez porážky.
Další dva góly – ten druhý se stal jeho 50. gólem v La Lize – vstřelil v lednu Málaze a pomohl vyhrát nad soupeřem 2:1.
Gólem hlavou podpořil venkovní výhru 3:1 v březnové odvetě osmifinále Ligy mistrů proti Neapoli.
Ligový duel proti Betisu Sevilla 12. března se opět prosadil gólově hlavou a přiřkl výhru 2:1 domácímu týmu, čímž se Real Madrid nadále držel první příčky.
Dne 3. června 2017 nastoupil do finále Ligy mistrů proti Juventusu, ve kterém stal na straně vítězů, Real Madrid totiž zvítězil poměrem 4:1. V průběhu jeho výkon rostl, ač po 30 minutách hry obdržel žlutý karetní trest po faulu na Daniho Alvese. Naopak po faulu na něj byl vyloučen soupeřící Juan Cuadrado.

#### Sezóna 2017/2018

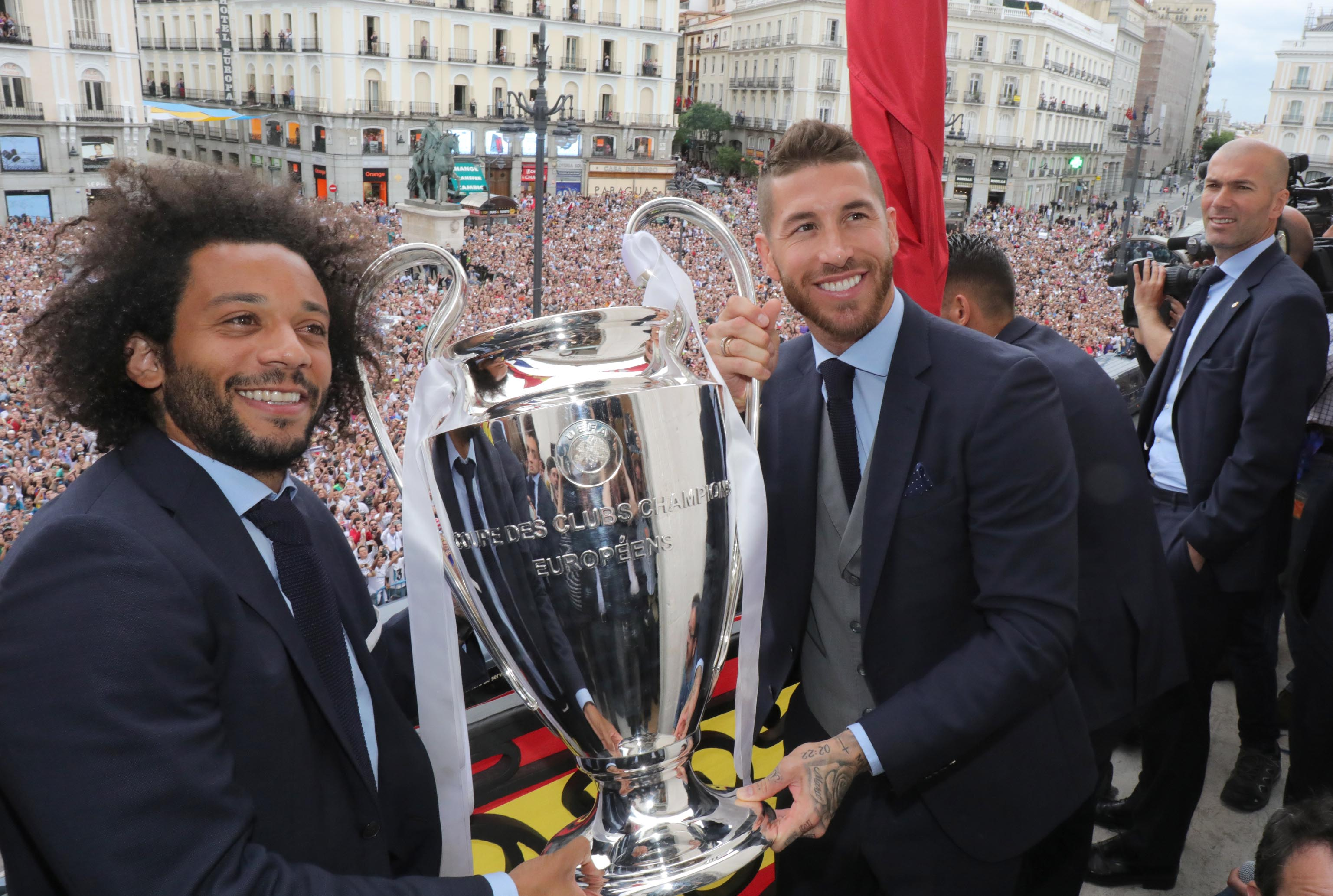
Ramos, Marcelo (vlevo) a trenér Zidane (vpravo) slavící výhru v Lize mistrů v květnu 2018

V prvním zápase Ligy mistrů konaném 13. září zvýšil tzv. nůžkami na konečných 3:0 pro Real Madrid proti kyperskému APOELu.
Na podzim roku 2017 se stal hráčem s nejvíce obdrženými červenými kartami (19) v dějinách La Ligy, když byl na začátku prosince vyloučen proti Athleticu Bilbao (remíza 0:0).
Ve finále s Liverpoolem Ligy mistrů 26. května 2018 získal třetí triumf s Realem v této soutěži, „Bílý balet“ zde zvítězil potřetí v řadě. Dominantní kapitánský výkon doprovázela kontroverze ohledně jeho zákroku na křídelního útočníka soupeře Mohameda Salaha, který si v souboji s Ramosem poranil rameno a musel opustit hřiště, Real Madrid posléze zvítězil 3:1.

#### Sezóna 2018/2019

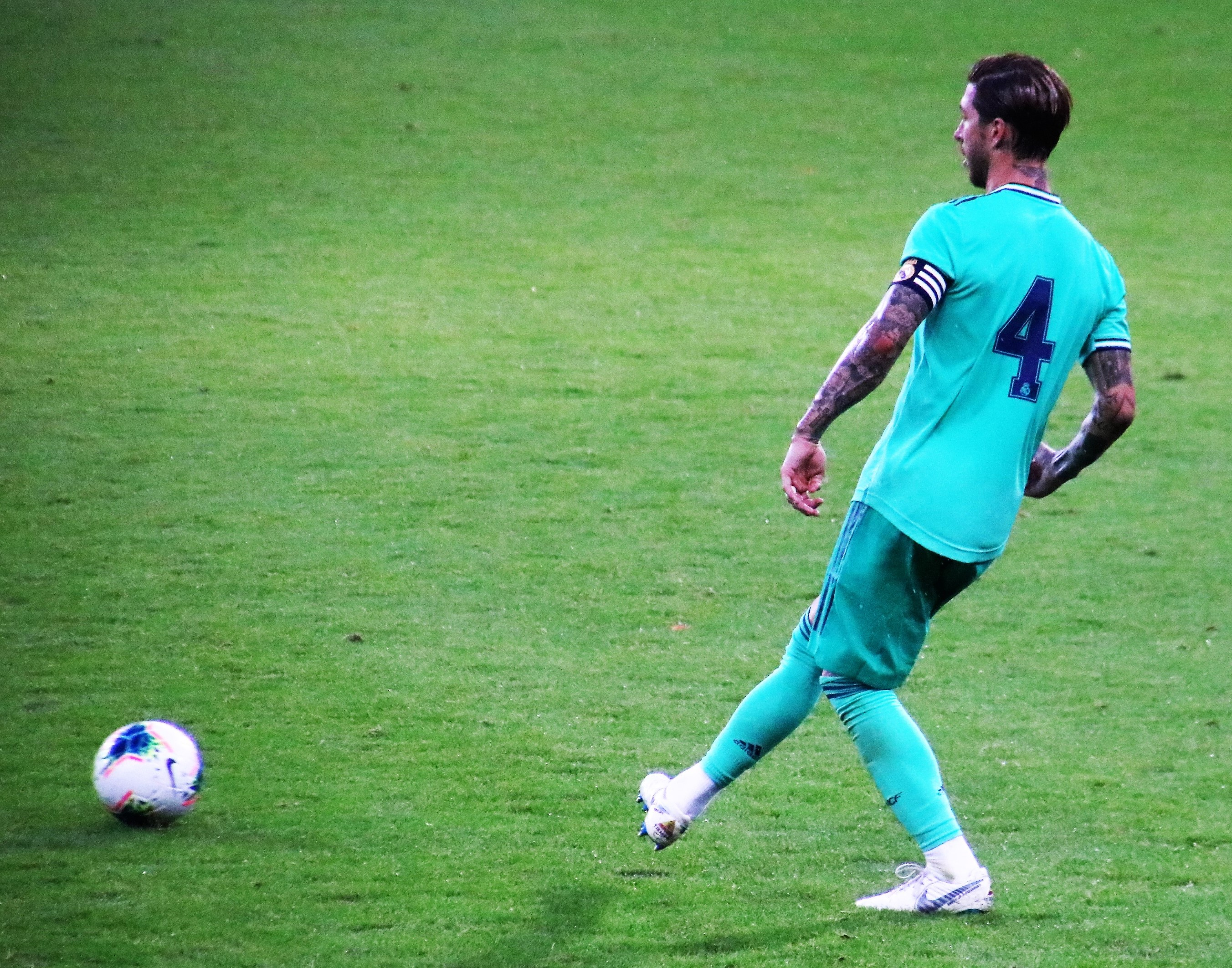
Nahrávající Ramos v přípravném zápase v srpnu 2019

Superpohár UEFA odehraný 15. srpna 2018 proti Atlétiku Madrid skončil prohrou 2:4 v prodloužení. Kapitán madridského mužstva Ramos v něm otevřel skóre z penalty poté, co v 63. minutě Juanfran zahrál rukou. Atletům se ale podařilo výsledek otočit.
Ve druhém kole La Ligy ve druhé polovině srpna se opět trefil z penalty a potvrdil pozici exekutora penalt po odchodu Cristiana Ronalda. Real Madrid proti Gironě otočil výsledek z 0:1 na 4:1, Ramos se mezitím stal po Lionelu Messim druhým hráčem v historii španělské La Ligy, který dokázal skórovat v 15. sezóně za sebou.
Proti AS Řím v rámci Ligy mistrů obdržel 37. žlutou kartu v této soutěži a v tomto ohledu se stal nejnapomínanějším hráčem Ligy mistrů, překonaným se stal Paul Scholes se 36 žlutými kartami.
Real Madrid v zářijovém utkání vyhrál 3:0 a na úvod skupiny „G“ si připsal tři body.
V říjnu odehrál prohraný zápas s Levante a stal se desátým hráčem klubových dějin se 400 zápasy ve španělské lize.
V průběhu podzimu se stal jeho trenérem Santiago Solari namísto odvolaného Julena Lopeteguiho. V listopadu proměnil penaltu proti klubu Celta Vigo při výhře 4:2 a podruhé v jednom měsíci úspěšně kopl penaltu ve stylu Antonína Panenky.
Od zahájení sezóny tak vsítil pátý gól a takovou střeleckou formu zažil poprvé. Další čtyři góly vsítil v podzimních duelech reprezentace.
V prosinci s klubem odcestoval na světový šampionát klubů do Spojených arabských emirátů, kde Real Madrid ve finále zdolal výsledkem 4:1 Al Ajn. Ramosova hlavička se stala jedním ze čtyř gólů, které Realu přidělily třetí triumf v této soutěži za sebou.
Proti Leganés v lednu proměnil penaltu a zaznamenal 100. gól své kariéry.
Další dva góly dopravil do sítě Girony rovněž v lednu, a to v čtvrtfinálovém zápase španělského domácího poháru.
Po postupu se hráči Realu střetli v semifinále s Barcelonou, Ramos mezitím nastoupil ke svému 40. derby mezi těmito kluby.
Zápas skončil 1:1, v odvetě na domácí půdě ale Real doma nestačil a prohrál 0:3. Proti Ajaxu v prvním únorovém zápase osmifinále Ligy mistrů odehrál 600. zápas za Real Madrid.
Španělský celek vybojoval venkovní výhru 2:1, v odvetě ale nemohl počítat s Ramosem, který v závěru zápasu v Nizozemsku obdržel žlutou kartu. Ramos se přiznal, že se nechal vykartovat úmyslně, aby mohl nastoupit do případného prvního zápasu čtvrtfinále.
Vypočítavý krok se mu nevyplatil, neboť byl potrestán stopkou na dva zápasy. Real kromě toho doma neuspěl a podlehl Ajaxu 1:4, čímž o čtvrtfinále přišel.

#### Sezóna 2019/2020
Dne 1. října 2019 vstřelil Ramos gól hlavou do sítě Brugg ve druhém utkání v Lize mistrů, Real doma pouze remizoval 2:2.
Po jarním přerušení veškerého fotbalu kvůli pandemii covidu-19 se Ramos vrátil na trávníky ve formě a během šesti ligových utkání vstřelil šest gólů. Ten proti rivalům z Getafe ve 33. kole La Ligy byl vítězný, Real Madrid vyhrál 1:0 a sám Ramos proměnil svoji 21. penaltu v řadě.
Později s mužstvem oslavil mistrovský titul.

#### Sezóna 2020/2021
Ve třetím kole La Ligy dosáhl s týmem prvního ligového vítězství sezóny, když proměněnou penaltou pomohl k obratu z 1:2 na 3:2 doma proti Betisu Sevilla.
Ramos čelil 24. října Barceloně v podzimním El Clásicu, které dopadlo venkovní výhrou Realu Madrid 3:1. K tomu Ramos přispěl gólem z penalty a odehráním 31. zápasu mezi těmito rivaly zlomil rekord držený dvojicí Franciscem Gentem a Raulem Gonzálezem.
Na začátku listopadu se hlavou gólově prosadil v duelu Ligy mistrů proti Interu Milán a pomohl tak vyhrát 3:2 na domácí půdě. V počtu gólů ve dresu Realu Madrid tak dosáhl rovné stovky.
V závěrečném skupinovém duelu Ligy mistrů v domácím prostředí proti Borussii Mönchengladbach dne 9. prosince 2020 pomohl vyhrát 2:0, čímž se Real kvalifikoval do vyřazovacích jarních bojů.
Jarní zranění jej připravila o závěr sezóny a nakonec i Mistrovství Evropy.
Real Madrid ligový titul v posledním kole nevybojoval, samotný Ramos pak navíc musel řešit budoucnost svého angažmá v Madridu, klubový návrh na prodloužení smlouvy o další rok totiž před zraněním nepřijal, stál totiž alespoň o prodloužení na dva a více roků.
Dne 1. července podle spekulací dostal Ramos nabídku od francouzského klubu Paris Saint-Germain FC, podle všeho by měl smlouvu podepsat v létě, teď akorát čeká na lékařskou prohlídku.

### Paris Saint-Germain
Dne 7. července bylo oznámeno na twitteru, že Ramos úspěšně absolvoval lékařskou prohlídku v PSG a že mu nic nebrání podepsat smlouvu. 8. července bylo oficiálně oznámeno, že podepsal smlouvu s francouzským klubem Paris Saint-Germain FC na 2 roky.
Dne 2. června 2023 bylo oznámeno na twitteru, že Ramos neprodlouží novou smlouvu s PSG a z klubu odejde.

### Sevilla (návrat)
Dne 3. září 2023 bylo oznámeno, že Ramos se dohodl se svým mateřským klubem Sevilla FC na roční smlouvě a vrací se zpátky do klubu po 18 letech.

### Monterrey
Dne 7. února 2025 Ramos oznámil, že se dohodl na angažmá v mexickém klubu CF Monterrey, kde podepsal roční smlouvu a bude nosit čislo 93.
Tisící soutěžní utkání profesionální kariéry odehrál 13. března 2025 proti Vancouveru Whitecaps v rámci severoamerické Ligy mistrů CONCACAF. Dosáhl toho jako 25. fotbalista v dějinách tohoto sportu a jako v pořadí čtvrtý Španěl po Ikeru Casillasovi, Raúlovi Gonzálezovi a Xavim.

## Reprezentační kariéra
V A-mužstvu Španělska přezdívaném La Furia Roja debutoval 26. 3. 2005 v Salamance v přátelském zápase proti týmu Číny (výhra 3:0).
Se španělskou reprezentací vyhrál dvakrát Mistrovství Evropy (2008 a 2012) a jednou Mistrovství světa (2010). Zúčastnil se i MS 2006 v Německu.
Trenér Vicente del Bosque jej vzal na Mistrovství světa 2014 v Brazílii, kde Španělé jakožto obhájci titulu vypadli po dvou porážkách a jedné výhře již v základní skupině B.
Vicente del Bosque jej nominoval i na EURO 2016 ve Francii, kde byli Španělé vyřazeni v osmifinále Itálií po porážce 0:2. Ramos plnil na turnaji roli kapitána a nastoupil ve všech 4 zápasech svého mužstva.
Dne 12. října 2019 v kvalifikačním zápase na Euro 2020 proti Norsku se stal hráčem s nejvíce zápasy za národní tým Španělska v historii se 168 zápasy celkově.
Zranění na jaře roku 2021 jej připravila o účast na Mistrovství Evropy.
Nepředstavil se na Mistrovství světa 2022, jelikož trenér Luis Enrique vložil důvěru v mladší hráče.
Dne 23. února 2023 oznámil konec reprezentační kariéry. Svůj poslední zápas za Španělsko odehrál 31. března 2021 proti Kosovu. 

## Hodnocení a profil
V říjnu 2020 jej čtenáři francouzského fotbalového magazínu France Football vyhlásili nejlepším obráncem v dějinách. Ramos je hráčem pro velké zápasy i kvůli jeho schopnosti dávat (obvykle hlavou) důležité góly – na hřišti Bayernu Mnichov v Lize mistrů na jaře 2014 otevřel skóre a Real Madrid v Mnichově vyhrál 4:0, aby později ve finále s Atléticem vyrovnal v nastavení. Roku 2016 otevřel skóre finále Ligy mistrů s Atléticem, Real Madrid v obou finálových utkáních zvítězil.
Při hře se může spolehnout na fyzické dispozice, techniku, zahrnující dobrou přihrávku. Ramosův styl hry vyznačují obranné zákroky, dopouští se ovšem často faulů. Za jeho nedostatek je považována občasná ztráta koncentrace.
Během střetů Realu Madrid s Barcelonou si vypěstoval osobní rivalitu se soupeřovým středním obráncem Gerardem Piquém, ačkoli se oba hráči dokázali respektovat ve španělské reprezentaci, kde několik let bok po boku nastupovali.

## Kontroverze
Ramos patří mezi nejvíce faulující fotbalisty ve vrcholových soutěžích. V dubnu 2016 obdržel 21. červenou kartu v historii.

## Osobní život
Sergio Ramos svěřil natočení dokumentu o jeho osobě streamovací službě Amazon Prime Video, samotný dokument byl oznámen v březnu 2019. Dokument nese název Srdce Sergia Ramose (El Corazon de Sergio Ramos).

## Úspěchy
Zdroj:
Aktuální k 19. červenci 2020

### Klubové
Real Madrid
- 5× vítěz Primera División – 2006/07, 2007/08, 2011/12, 2016/17, 2019/20
- 2× vítěz Copa del Rey – 2010/11, 2013/14
- 4× vítěz Supercopa de España – 2008, 2012, 2017, 2019
- 4× vítěz Ligy mistrů UEFA – 2013/14, 2015/16, 2016/17, 2017/18
- 3× vítěz Superpohár UEFA – 2014, 2016, 2017
- 4× vítěz MS klubů – 2014, 2016, 2017, 2018

### Reprezentační
- zlato z ME do 19 let – 2004
- zlato z Mistrovství Evropy – 2008, 2012
- bronz z Konfederačního poháru – 2009
- zlato z Mistrovství světa – 2010

### Individuální
- Objev roku podle UEFA (2004/05)
- Objev roku ve španělské lize (2005)
- Nejlepší mladý obránce roku podle UEFA (2005/06)
- 4× nejlepší obránce La Ligy (2012, 2013, 2014, 2015)
- 8× člen UEFA tým roku (2008, 2012, 2013, 2014, 2015, 2016, 2017, 2018)
- 10× člen FIFA/FIFPro světové 11 (2008,[36] 2011, 2012, 2013, 2014, 2015, 2016, 2017, 2018, 2019)
- 1× člen ideální 11 mistrovství světa (2010)
- 1× člen ideální 11 mistrovství Evropy (2012)
- Adidas Golden Ball na MS klubů 2014
- Muž zápasu finále Ligy mistrů 2015/16
- Sestava sezóny Ligy mistrů UEFA – 2013/14,[138] 2015/16,[139] 2016/17,[140] 2017/18[141]